# Tepoto Nord
Tepoto, conosciuta anche come Te Poto, Toho, o Pukapoto, è un'isola corallina situata nel nord-ovest delle Isole della Delusione, nell'arcipelago delle Tuamotu. Anche se spesso ci si riferisce a esso come "atollo", Tepoto non è un tipico atollo delle Tuamotu, ma una singola e separata isola senza laguna. È posizionata al limite dell'arcipelago delle Tuamotu; l'isola più vicina è Napuka, 16 km a sud-est.
Tepoto è lunga 2,6 km e larga 800 m; ha un'area di 4 km². Questa isola viene spesso chiamata Tepoto Nord in francese, per non fare confusione con l'atollo di Tepoto (Tepoto Sud) 400 km a sud-ovest, nelle Isole Raeffsky nelle Tuamotu centrali. Un nome obsoleto è Otuho.
Secondo il censimento del 2002, c'erano 54 abitanti (67 nel 1983). Il villaggio principale è Tehekega. C'è una strada larga 5 m che percorre il perimetro dell'isola.

## Storia
Il primo europeo ad arrivare a Tepoto Nord fu l'esploratore John Byron nel 1765.
Chiamò Napuka e Tepoto "Isole della Delusione" a causa dell'ostilità della popolazione.

## Amministrazione
Tepoto Nord appartiene al comune di Napuka, che comprende l'atollo di Napuka e Tepoto Nord.